# Oude Stadsgracht (Eindhoven)

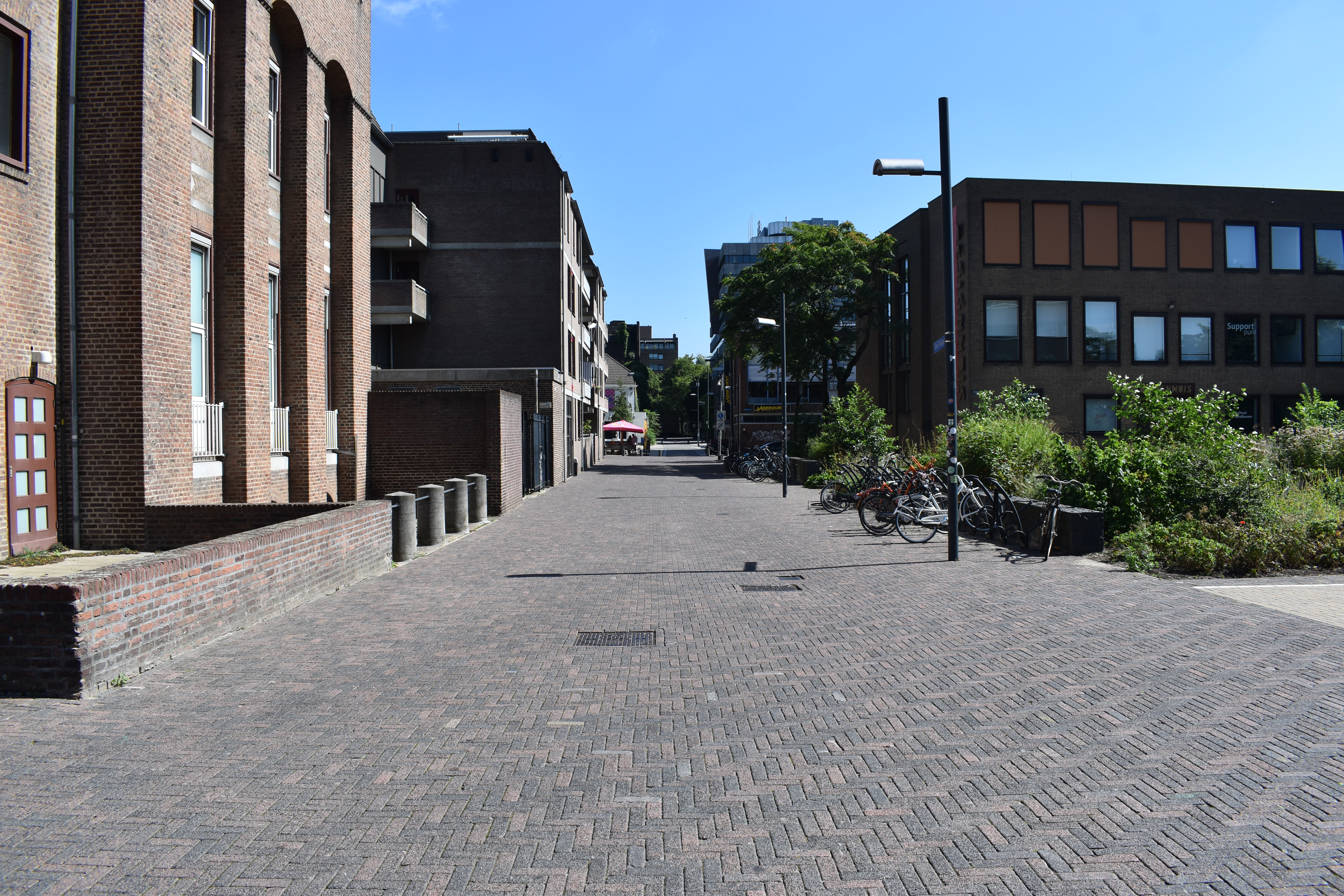
De Oude Stadsgracht

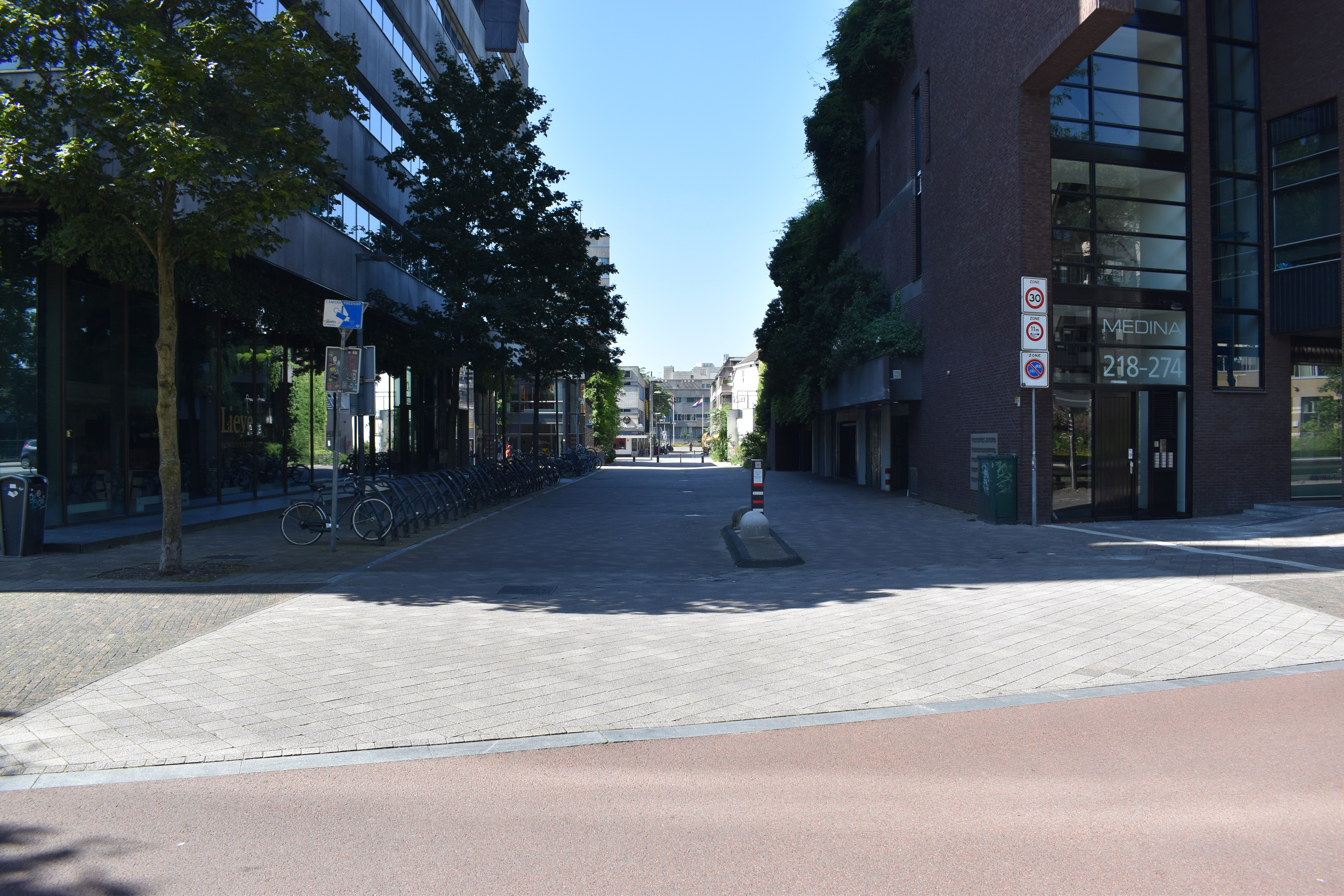
De straat gezien vanaf de andere kant

De Oude Stadsgracht is een straat in Eindhoven. De Oude Stadsgracht maakte vroeger deel uit van de stadsgracht die rondom Eindhoven liep en was onderdeel van de stadsomwalling van Eindhoven. Deze gracht vertakte zich vanaf de Dommel ter hoogte van de Wal en voegde zich later weer samen bij de Vestdijk. Langs de gracht bevonden zich meerdere leerlooierijen.
In 1954 werd het laatste deel van de stadsgracht tussen het Stratumseind en de Vestdijk gedempt. Ter herinnering aan de vroegere grachten kreeg de nieuwe straat de naam Oude Stadsgracht.

## De Plekhoek

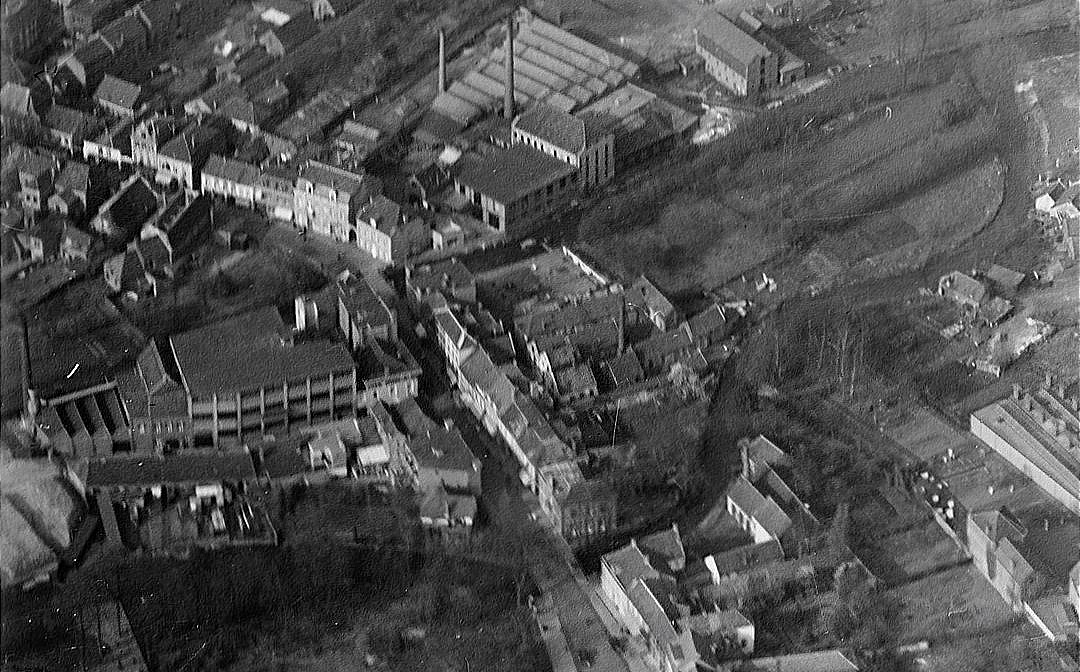
De Plekhoek werd ingesloten door de Oude Stadsgracht (boven) en de Dommel (onder)

Toen de Oude Stadsgracht nog een stadsgracht was, werd er een gebied ingesloten door deze gracht en de Dommel, waardoor een klein eiland gevormd werd. Dit wijkje, de Plekhoek geheten, bestond voornamelijk uit eenvoudige arbeiderswoningen en een leerlooierij.
De achterbuurt was kwetsbaar voor overstromingen en veel van de woningen waren onhygiënisch en in vervallen staat. In de jaren 1950 en 1960 verdwenen de laatste huizen van de Plekhoek. Op deze plek werd onder andere het hoofdkantoor van DELA gebouwd. De straatnaam Plekhoek verdween en in het nieuw ontwikkelde gebied kwam er een straatje dat de naam Molenveld kreeg.
18 Septemberplein ·
Berenkuil ·
Boschdijk ·
Demer ·
Dommelstraat ·
Emmasingel ·
John F. Kennedylaan ·
Keizersgracht ·
Markt ·
Mathildelaan ·
Oude Stadsgracht ·
Stationsplein ·
Stratumsedijk ·
Stratumseind ·
Vestdijk ·
Wal ·
Wilhelminaplein